# 津島高田インターチェンジ

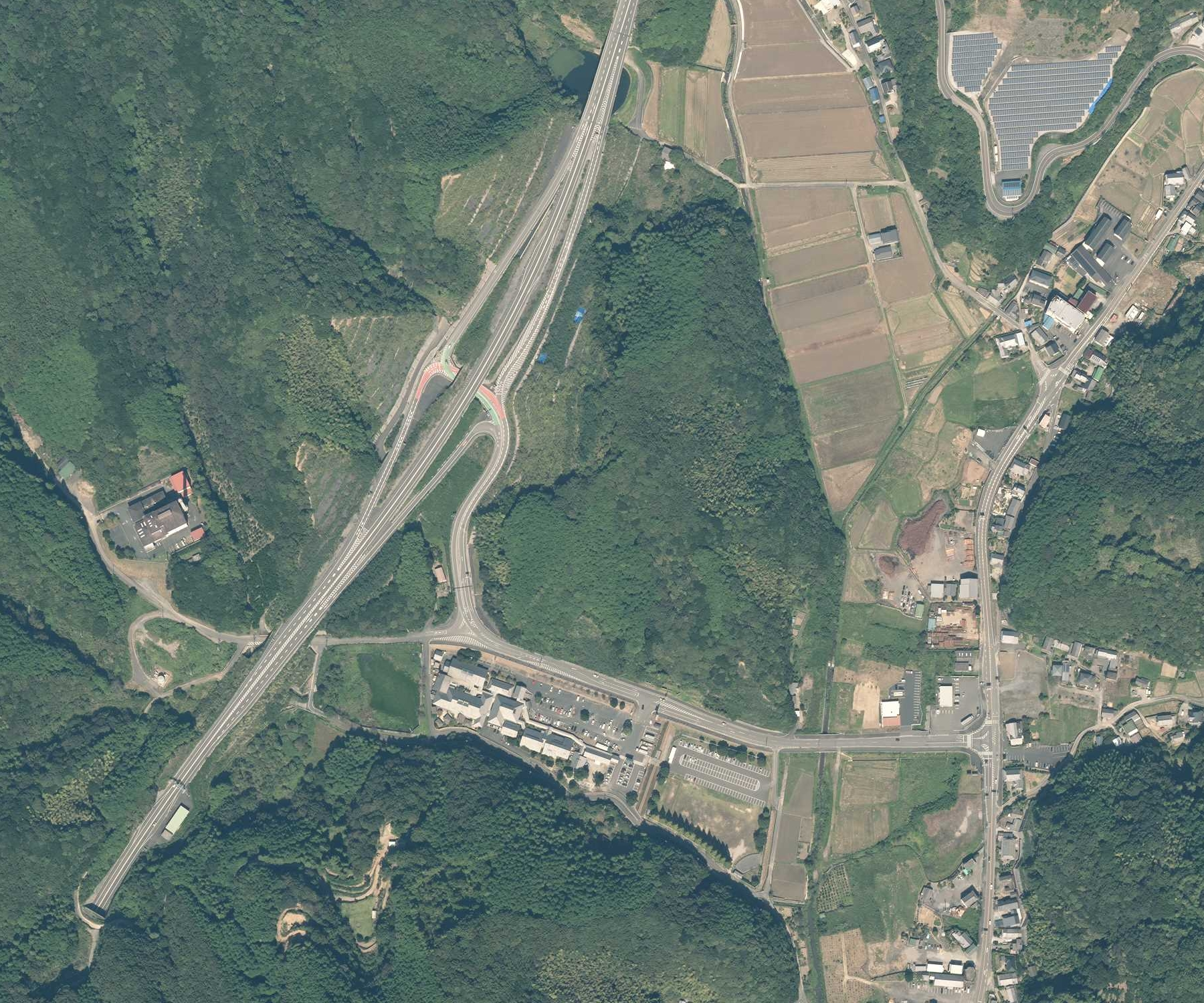

津島高田インターチェンジ（つしまたかたインターチェンジ）は、愛媛県宇和島市津島町高田にある、松山自動車道（宇和島道路）のインターチェンジである。

## 概要
当ICを含む宇和島北IC - 津島岩松IC間は、高速自動車国道に並行する一般国道自動車専用道路であり、通行料金は無料となっている。また、本ICから先は4車線化を想定していない完成2車線区間として建設された。

## 歴史
- 1997年度（平成9年度） : 津島高田IC - 宇和島南IC間が事業化[1]。
- 2001年度（平成13年度） : 津島高田IC - 宇和島南IC間の用地買収に着手[2]。
- 2002年度（平成14年度） : 津島高田IC - 宇和島南IC間が着工[2]。
- 2005年度（平成17年度） : 津島岩松IC - 津島高田IC間が事業化[1]。
- 2007年度（平成19年度） : 津島岩松IC - 津島高田IC間の用地買収に着手[2]。
- 2008年度（平成20年度） : 津島岩松IC - 津島高田IC間が着工[2]。
- 2010年（平成22年）3月27日 : 津島高田IC - 宇和島南IC間が開通[3]。
- 2015年（平成27年）3月21日 : 津島岩松IC - 津島高田IC間が開通し全線開通[4]。

## 周辺
- 道の駅津島やすらぎの里
- 南楽園ファミリーパーク

## 接続する道路
- 高知県道・愛媛県道4号宿毛津島線

## 隣
E56 松山自動車道（宇和島道路）
（28）宇和島南IC - （29）津島高田IC - （30）津島岩松IC